# Battaglia di Fallen Timbers
La battaglia di Fallen Timbers fu combattuta il 20 agosto 1794 - durante la presidenza di George Washington - tra gli indiani e gli Stati Uniti d'America nel territorio dell'attuale contea di Lucas dello Stato dell'Ohio. Fu l'epilogo della guerra contro i nativi nordamericani per il controllo dei territori nel Nordovest, nota anche come "guerra di Piccola Tartaruga"". La battaglia, che portò una vittoria decisiva per gli Stati Uniti d'America, pose fine alle ostilità nella regione, fino alla "guerra di Tecumseh" e alla battaglia di Tippecanoe nel 1811.

## Antefatto
Una confederazione dei nativi - una delle più forti alleanze tra nativi nordamericani - aveva causato numerose sconfitte agli Stati Uniti d'America nel 1790 e nel 1791, causando un notevole imbarazzo, nonché allarme, nell'amministrazione del presidente George Washington: in particolare il 4 novembre 1791, nella battaglia del Wabash, il capo miami Piccola Tartaruga aveva distrutto l'esercito comandato dal generale Arthur St. Clair infliggendo agli Stati Uniti d'America la più grande sconfitta militare nella storia delle guerre contro i nativi. Nel 1792 Washington richiamò dalla vita civile il veterano della Guerra d'indipendenza nordamericana Anthony Wayne, al quale diede l'incarico di formare e comandare un nuovo esercito. Wayne era convinto che le spedizioni precedenti contro i nativi fossero fallite a causa della scarsità dell'addestramento e della mancanza di disciplina, e quindi iniziò una rigorosa preparazione.
Wayne ebbe molto tempo per addestrare il suo nuovo esercito, in quanto i negoziati di pace furono intrapresi nell'estate del 1793. Gli Statunitensi miravano al possesso delle terre al nord del fiume Ohio, che avevano ottenuto dalla Gran Bretagna dopo la vittoria nella Guerra d'indipendenza; in effetti gli statunitensi già stavano entrando nelle terre dell'Ohio.
Tuttavia Giacca Blu (Weyapiersenwah), capo degli Shawnee, e Buckongahelas capo dei Delaware, incoraggiati dalle loro recenti vittorie contro gli Stati Uniti d'America e sperando nel continuo sostegno del Regno Unito, premevano lungo la linea di confine del fiume Ohio stabilita dal trattato di Fort Stanwix nel 1768; essi avevano rifiutato i trattati successivi, che imponevano loro di cedere le terre a nord del fiume Ohio agli Stati Uniti d'America. Una fazione dei nativi, guidata dall'influente capo dei Mohawk, Joseph Brant (Thayendanegea), cercò di negoziare un compromesso, ma Giacca Blu e i suoi alleati non avrebbero accettato niente se non la linea di confine del fiume Ohio, cosa che gli Stati Uniti d'America rifiutarono.

## La battaglia
Nel 1793 nuovo esercito di Wayne, la "Legione" degli Stati Uniti, marciò verso nord da Fort Washington (Cincinnati, Ohio), costruendo una linea di fortificazioni lungo la via: Wayne era al comando di più di 3000 uomini, con alcuni indiani Choctaw e Chickasaw come esploratori.
L'esercito di Giacca Blu assunse una posizione difensiva lungo il fiume Maumee (non lontano dall'attuale Toledo, Ohio) vicino ad un gran numero di alberi sradicati che erano stati livellati da un ciclone o da una forte tempesta; essi contavano sul fatto che gli alberi avrebbero ostacolato l'avanzamento dell'esercito statunitense, quando e se fosse arrivato. Lì vicino era situato Fort Miami, un avamposto britannico, dal quale la confederazione indiana riceveva notizie e disposizioni. L'esercito indiano, circa 1500 uomini, era formato dagli Shawnees di Giacca Blu, dai Delawares di Buckongahelas, dai Miami comandati da Piccola Tartaruga, dai Wyandot, Ojibway, Ottawa, Potawatomi, Mingo, e anche alcune tribù di indiani canadesi.
La battaglia non durò a lungo. Non solo perché gli indiani erano in numero inferiore (molti di loro stavano al forte britannico quando iniziò la battaglia), ma anche perché furono aggirati dalla cavalleria statunitense. Gli indiani furono travolti facilmente, e cercarono rifugio a Fort Miami, ma trovarono i cancelli sbarrati. Il comandante britannico, non autorizzato ad iniziare una guerra contro gli americani, si rifiutò di dare asilo agli indiani che fuggivano. L'esercito statunitense decimò i villaggi indiani e distrusse i raccolti della zona e quindi si ritirò. Entrambi gli eserciti persero circa 40 uomini.
La sconfitta degli indiani portò alla sigla del Trattato di Greenville nel 1795, i quali cedettero la maggior parte dell'attuale Ohio agli Stati Uniti, ponendo le basi per la creazione dello Stato nel 1803. Un giovane leader guerriero Shawnee, chiamato Tecumseh - un veterano della battaglia di Fallen Timbers, che non volle sottoscrivere il Trattato di Greenville - riprese la resistenza indiana negli anni a venire.